# Bembidion efficiens
Bembidion efficiens är en skalbaggsart som beskrevs av Thomas Casey. Bembidion efficiens ingår i släktet Bembidion och familjen jordlöpare. Inga underarter finns listade i Catalogue of Life.